# قطران (شهرستان لیلک)
قطران (به لاتین: Katran) یک منطقهٔ مسکونی در قرقیزستان است که در شهرستان لیلک واقع شده‌است. قطران ۵٬۰۹۵ نفر جمعیت دارد و ۱٬۲۲۵ متر بالاتر از سطح دریا واقع شده‌است.